# Leopoldo Lugones
Leopoldo Lugones, né à Villa de María del Río Seco (département de Río Seco, Argentine) le 13 juin 1874, mort à Tigre le 18 février 1938, était un poète, romancier, auteur de nouvelles et essayiste argentin.

## Biographie
Leopoldo Lugones est le fils de Santiago Lugones et Custodia Argüello. Au cours de son enfance, sa famille déménage à Santiago del Estero, puis à Ojo de Agua. Il reçoit une éducation catholique rigoureuse. Ses parents l'envoient ensuite passer son baccalauréat au Colegio Nacional de Córdoba, où il vit chez sa grand-mère maternelle ; ils l'y rejoignent en 1892. Lugones fait son entrée dans les milieux du journalisme et de la littérature. 
En 1896, il part à Buenos Aires, où il épouse Juana González. Il se rend en Europe à deux reprises, en 1906 et 1911, comme c'était l'usage à l'époque chez ceux qui appartenaient à l'élite de la capitale argentine. Son seul fils, Polo, naît en 1897. Lugones est à l'origine de constantes polémiques à Buenos Aires, engendrées aussi bien par son œuvre littéraire que par ses fréquentes évolutions idéologiques - il passe par le socialisme, le libéralisme, le conservatisme et le fascisme. Déçu par le contexte politique des années 1930 et par l'échec de ses engagements personnels, il met fin à ses jours le 18 février 1938 dans une chambre de l'hôtel El Tropezón, à Tigre, en buvant un mélange de cyanure et de whisky. Néanmoins, les publications récentes en Argentine ont mis en lumière une autre motivation possible à son suicide : il était très épris d’une jeune fille qu’il avait rencontrée à l’une de ses conférences à l’université, entretenant avec elle une relation passionnée et émotionnelle jusqu’à ce que son fils fasse pression sur lui, après l’avoir découverte, et le contraigne à la quitter, entrainant un état dépressif l’incitant à mettre fin à sa vie.

## Influence littéraire
Las montañas del oro (1897), Los crepúsculos del jardín (1905) et Lunario sentimental (1909) font de Leopoldo Lugones l'une des figures de proue du modernisme poétique en Amérique latine.
Le recueil Les Forces étranges (1906) jette les bases du récit fantastique et de la science-fiction en Argentine. Des récits comme La pluie de feu, Les chevaux d'Abdère ou Yzur sont repris dans les anthologies du genre en Amérique latine.
Avec Odas seculares (1910), El libro de los paisajes (1917), Romances del Río Seco (1938), le poète explore une veine lyrique plus impersonnelle. La chanson d'amour se mêle au folklore et à la description de la vie de la campagne, de son quotidien. Cette évolution va au moins chronologiquement de pair avec le développement du nationalisme de l'auteur.
Les conférences prononcées en 1913 à l'Odéon, à Buenos Aires, redécouvrent le poème Martín Fierro de José Hernández, et lui confèrent son statut de classique incontournable dans la littérature argentine. Recueillies dans El payador (Le Troubadour de la pampa) en 1916, elles feront date.
Jorge Luis Borges rend hommage à Leopoldo Lugones dans le prologue de El hacedor (L'Auteur et autres textes), en imaginant une visite au bureau de la bibliothèque que Lugones dirigea durant sa vie, pour lui remettre un ouvrage que celui-ci apprécierait enfin. Jeune, Borges attaqua Lugones avec la plus grande véhémence, moquant sa poésie dans les revues ultraïstes, notamment le Romancero de 1924 dans Proa. À partir de la fin des années 30, il réévalue l'importance de l'œuvre de son prédécesseur. En 1955, il lui consacre un ouvrage avec Betina Edelberg. Un certain nombre d'années plus tard, il avance en préambule à une anthologie de ses récits : "S'il nous fallait résumer en un seul nom tout le processus de la littérature argentine (et rien, assurément, ne nous oblige à une réduction aussi extravagante), ce nom serait sans discussion possible celui de Lugones."

## Œuvres
Poésie
- Las montañas del oro (1897)
- Los crepúsculos del jardín (1905)
- Lunario sentimental (1909)
- Odas seculares (1910)
- El libro fiel (1912)
- El libro de los paisajes (1917)
- Las horas doradas (1922)
- Poemas solariegos (1927)
- Romances del Río Seco (1938)

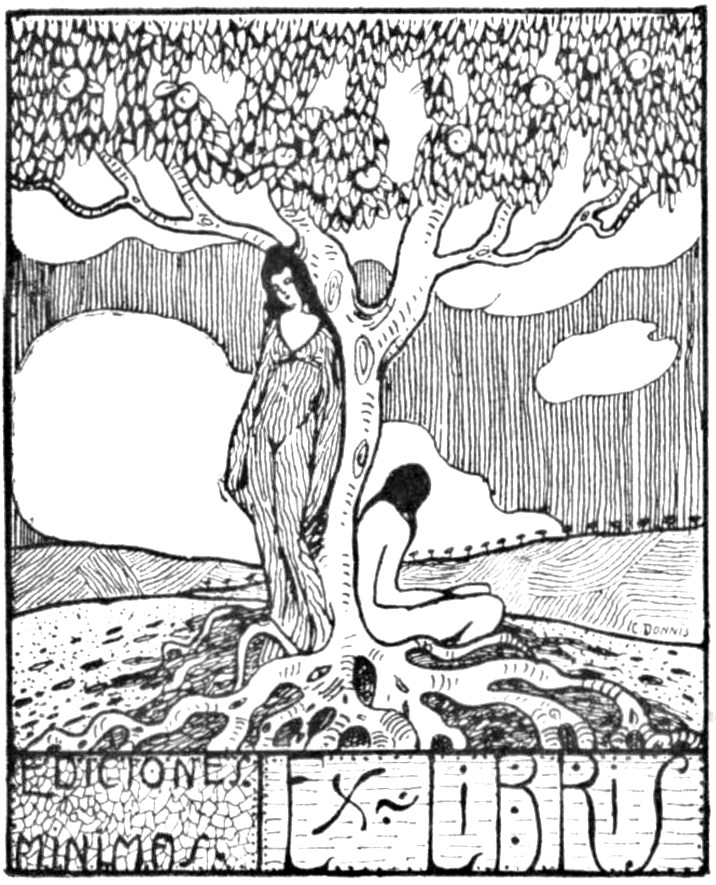
Illustration parue dans l'édition de 1916 de Cuentos.

- Cancionero de Aglaura (publication posthume)

Récits et romans
- La guerra gaucha, (1905)
- Las fuerzas extrañas, (1906)
- Cuentos fatales, (1926)
- El Ángel de la Sombra (1926)

Œuvres traduites
- Des forces étranges  (traduit de l’espagnol (Argentine) par Samuel Monsalve), Paris, Allia, 2016, 128 p. (ISBN 9791030401400)
- Les forces étranges. Quidam, 2019. Traduction d'Antonio Werli.